# Thorsten Knöfel

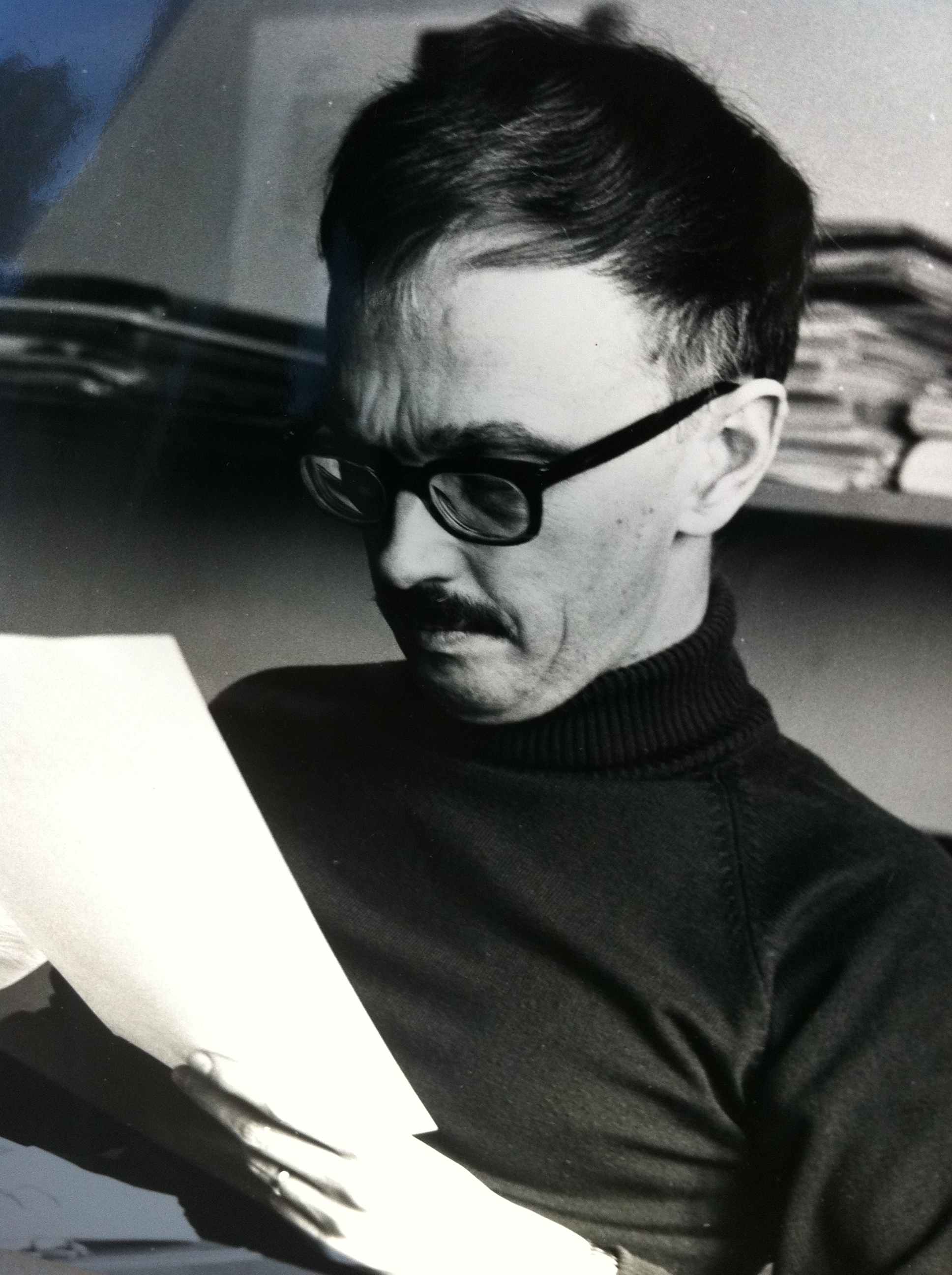
Thorsten Knöfel

Thorsten Georg Knöfel, född 8 maj 1926 i Malmö Sankt Pauli församling, död 6 september 2011 i Järfälla församling, Stockholms län,  var en svensk författare. 
Knöfel, som var son till startmästaren Georg Knöfel och Karin Knöfel, debuterade 1960 som författare med romanen Zongränsen på Norstedts förlag. Zongränsen fick ett mycket gott mottagande av bland andra Jörn Donner i Bonniers Litterära Magasin (BLM nr 6 1960) och Olof Lagercrantz i Dagens Nyheter.
Debuten följdes av Efterspaningen (1963), Skiljelinjen (1965) och Fienden (1971) som alla liksom Zongränsen utspelade sig i efterkrigstidens Tyskland och behandlade frågor om den tyska skulden och människors beteende i diktatoriska system.
Däremellan kom Den blå boulevarden (1962) som var en uppgörelse med Parisromantiken där man får följa den unga Bert och hans förfall i den hårda verkligheten under Paris blå skymningar.
1971 utkom barnboken Tigern som följde med hem. Den skulle har följts av Tigerkattens fiskevatten, vilken dock enligt förläggaren var för fantasifull med tanke på den då rådande socialrealistiska trenden.